# André François
André François, pseudonimo di André Farkas (Timișoara, 9 novembre 1915 – Grisy-les-Plâtres, 11 aprile 2005), è stato un fumettista francese.

## Biografia
Nato nel 1915 a Timișoara (all'epoca parte dell'Impero austro-ungarico, attualmente in Romania), dal 1934 si trasferì a Parigi, dove si formò prima all'Accademia di Belle Arti e poi come allievo del grande cartellonista Cassandre.
Pittore, scultore, cartoonist, designer grafico (realizzò centinaia di manifesti pubblicitari), è ricordato soprattutto come grande illustratore. Disegnò infatti le copertine di importanti periodici inglesi, francesi, svizzeri, statunitensi, tra i quali Punch, New Yorker, Nouvel Observateur). Illustrò parecchi libri, romanzi e racconti di autori come Jacques Prévert e François David.
Il suo tratto aveva un gusto surrealista e un umorismo dissacrante, che è stato paragonato a quello di Saul Steinberg. Nel dicembre 2002 un incendio scoppiò nel suo studio e distrugge tutta la sua produzione, interrompendo bruscamente la sua carriera. Alcuni colleghi illustratori, tra i quali Milton Glaser, Steven Heller e Brad Holland, firmarono un appello in suo favore.